# Voortrekkerdenkmal

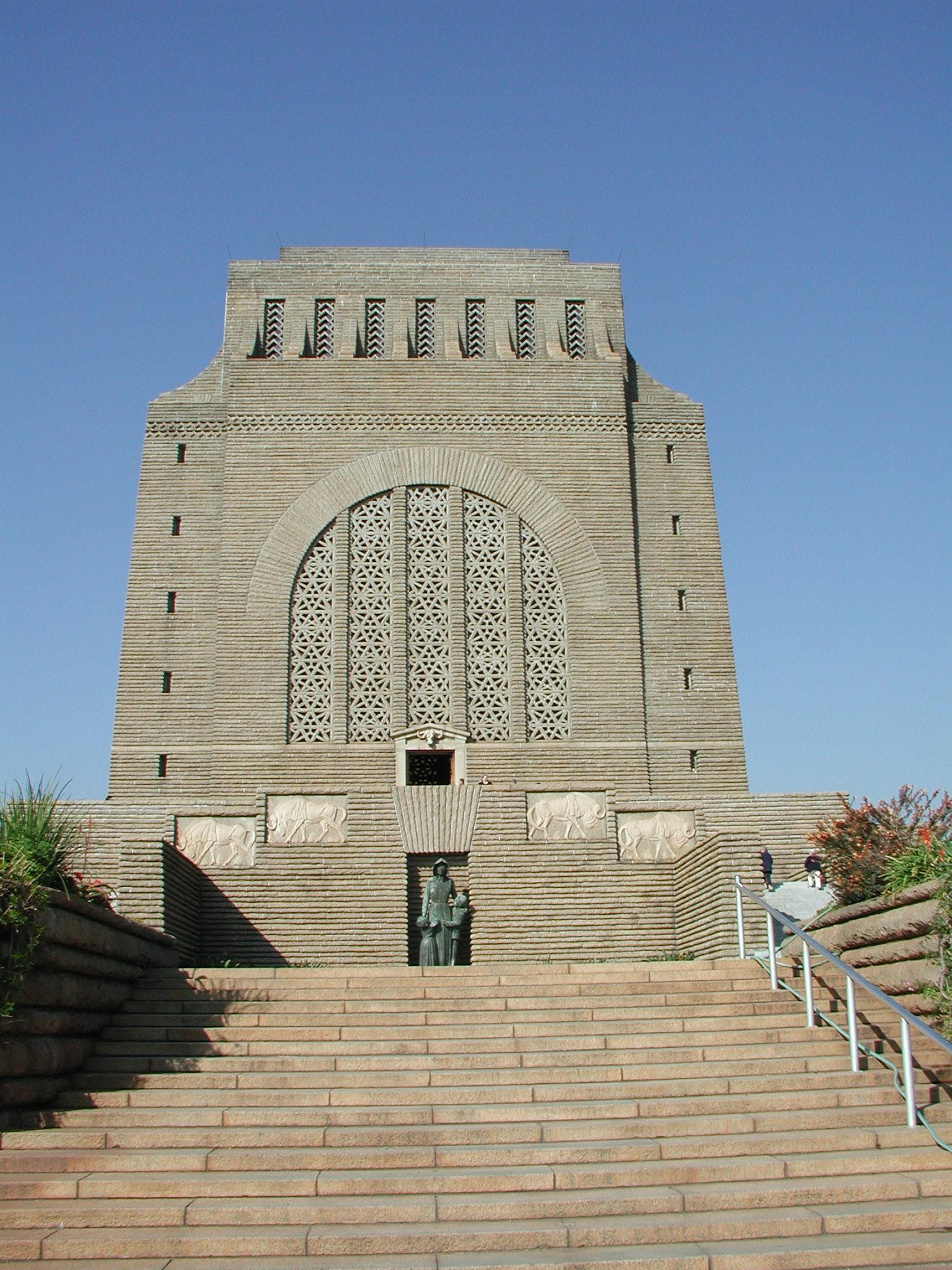
Das Voortrekkerdenkmal

Das Voortrekkerdenkmal (afrikaans Voortrekkermonument, englisch Voortrekker Monument) ist ein Monumentalbauwerk mit stilistischen Elementen des Art déco, das bei der Stadt Pretoria in Südafrika steht. Der massive Granitbau wurde zu Ehren der Voortrekker errichtet, die die Kapkolonie zwischen 1835 und 1854 zu Tausenden verließen, um weitere Gebiete des heutigen Südafrikas zu besiedeln. Sein Entwurf stammt von dem im Waterberg-Distrikt geborenen Architekten Gerard Moerdijk. Das Völkerschlachtdenkmal in Leipzig soll bei den Entwurfsarbeiten als Vorlage gedient haben.

## Geschichte
Die Idee, ein Denkmal zu Ehren der Voortrekker zu errichten, wurde bereits zu Lebzeiten von Präsident Paul Kruger zum Day of the Covenant (später Day of the Vow, deutsch „Tag des Gelübdes“) am 16. Dezember 1888 öffentlich verkündet, jedoch bildete sich erst 1931 eine Initiative (Sentrale Volks Monument Komitee – SVK), die diese Idee verwirklichen wollte.

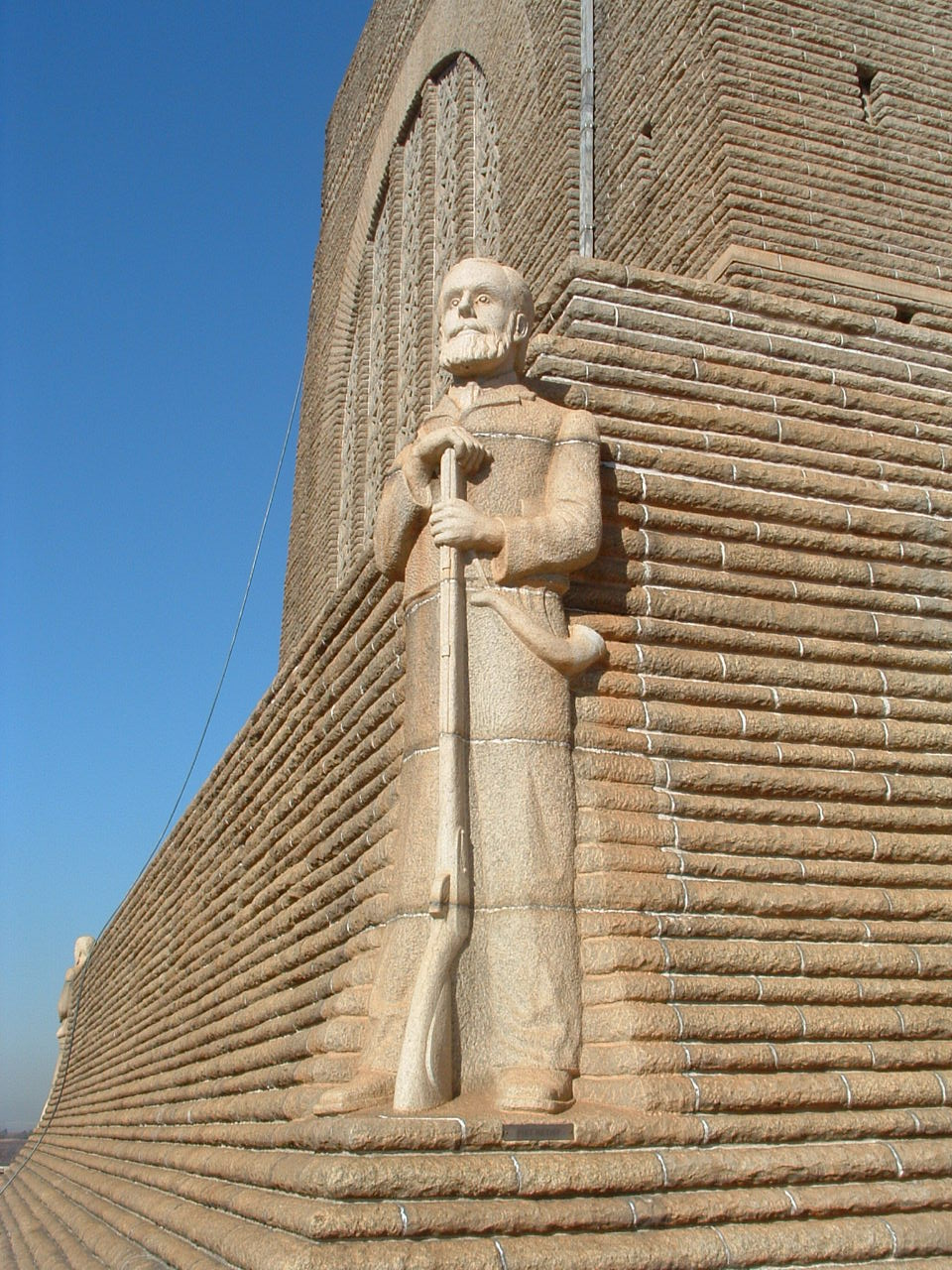
Piet-Retief-Statue am Voortrekker-Denkmal, entworfen von F. J. Kruger

Der Bau des Denkmals begann am 13. Juli 1937. Vor der Grundsteinlegung reisten aus symbolischen Gründen einige Teilnehmer mit traditionellen Ochsenwagen von Kapstadt nach Pretoria. Nach ihrer Ankunft fand ein Gottesdienst auf dem Denkmalhügel statt. Am 16. Dezember 1938 wurde der Grundstein durch drei weibliche Nachkommen der bekannten Voortrekkerführer Piet Retief, Andries Pretorius und Hendrik Potgieter gelegt.
In den späten 1930er Jahren organisierte der Afrikaner Broederbond Feierlichkeiten zum 100-jährigen Jubiläum des Großen Treck und der Schlacht am Blood River. Als Ausdruck des so befeuerten Neotraditionalismus zogen viele nachgebaute Ochsenwagen durch Südafrika. Diese Massenbewegung, in deren Umfeld eine nationalistische Stimmung um sich griff und sich die Selbstbezeichnung Afrikaaner endgültig verfestigte, beförderte zudem eine Polarisierung im politischen Spektrum der südafrikanischen Bevölkerung. Mit der zelebrierten und heroisierten Vergangenheit gelang es den Organisatoren und Aktivisten ein in Südafrika weit akzeptiertes Zukunftsbild von einer „weißen Nation“ auf dem „schwarzen Kontinent“ programmatisch zu verfestigen. Auf dem Unions-Kongress der Gesuiwerde Nasionale Party im Jahre 1938 erklärte ihr Exponent Daniel François Malan folgende Aussage zum künftigen Hauptslogan: „We want to make sure that South Africa remains a White man’s country“ („Wir wollen sicherstellen, dass Südafrika ein Land des weißen Mannes bleibt“). Es wurde ein politischer Führungsanspruch zugunsten eines künftigen vitalen „weißen“ Südafrikas deklariert. In diesem zeitlichen und programmatischen Kontext verliefen die Feierlichkeiten zum 100-jährigen Jubiläum des Großen Treck, die schließlich in einer riesigen Zusammenkunft in Pretoria kulminierten. In deren Verlauf wurde die Errichtung eines Voortrekker-Denkmals bekräftigt und gefordert. Im Vorfeld waren die einzelnen Ochsenwagenzüge in jeder Stadt und jedem Dorf entlang der historischen Route von der weißen Bevölkerung als historisch bedeutsames Ereignis begrüßt worden.
Das Denkmal wurde am 16. Dezember 1949 mit einer großen Zeremonie eingeweiht. Die Gesamtkosten des Baus betrugen über 360.000 £, von denen ein Großteil durch die südafrikanische Regierung getragen wurde. Ein rund 20.000 Personensitzplätze fassendes Amphitheater wurde im Nordosten des Denkmals errichtet.

## Beschreibung

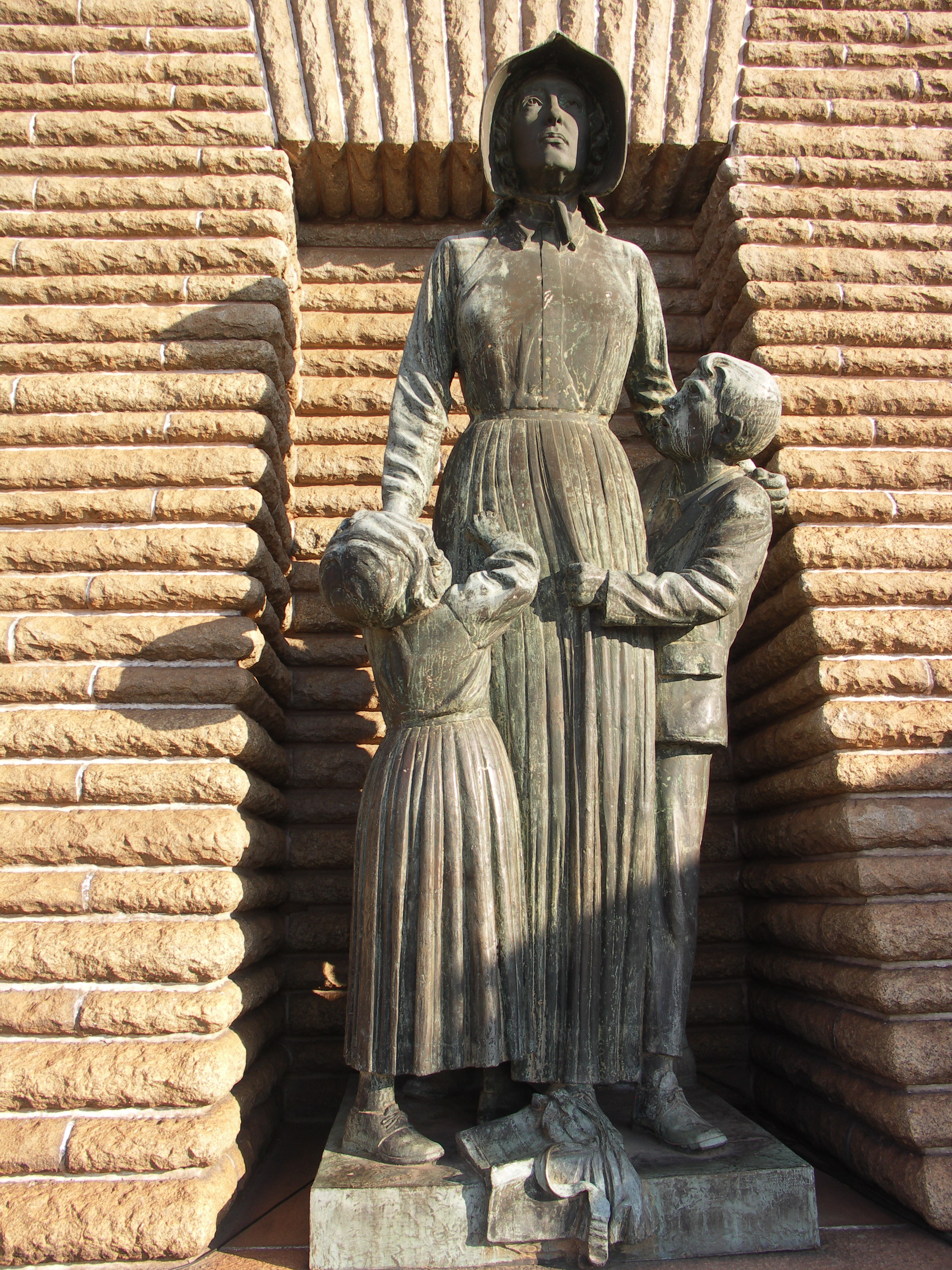
Frau und Kinder von Anton van Wouw, Bronzeskulptur

Das Monument steht weithin sichtbar auf einem Hügel sechs Kilometer vor Pretoria. Es ist 41 Meter hoch und ruht auf einem 40 × 40 Meter großen Sockel. Drei der vier Ecken des Sockels werden von Granitfiguren der Voortrekkerführer Andries Pretorius, Hendrik Potgieter sowie Piet Retief eingenommen, die vierte von einem symbolischen namenlosen Voortrekkerführer.
Am Sockel des Voortrekker-Denkmals befindet sich eine Bronzeskulptur von Anton van Wouw. Sie ist 4,1 Meter hoch und wiegt 2,5 Tonnen. Diese Bronzestatue zu Ehren der Rolle der Voortrekker-Frauen beim Großen Treck war van Wouws letzter Auftrag. Der Guss wurde von Renzo Vignali in Pretoria ausgeführt. Modelle für die Statue waren Cato Roorda oder Isabel Snyman für die Frau, Betty Wolk für das Mädchen und Joseph Goldstein für den Jungen.

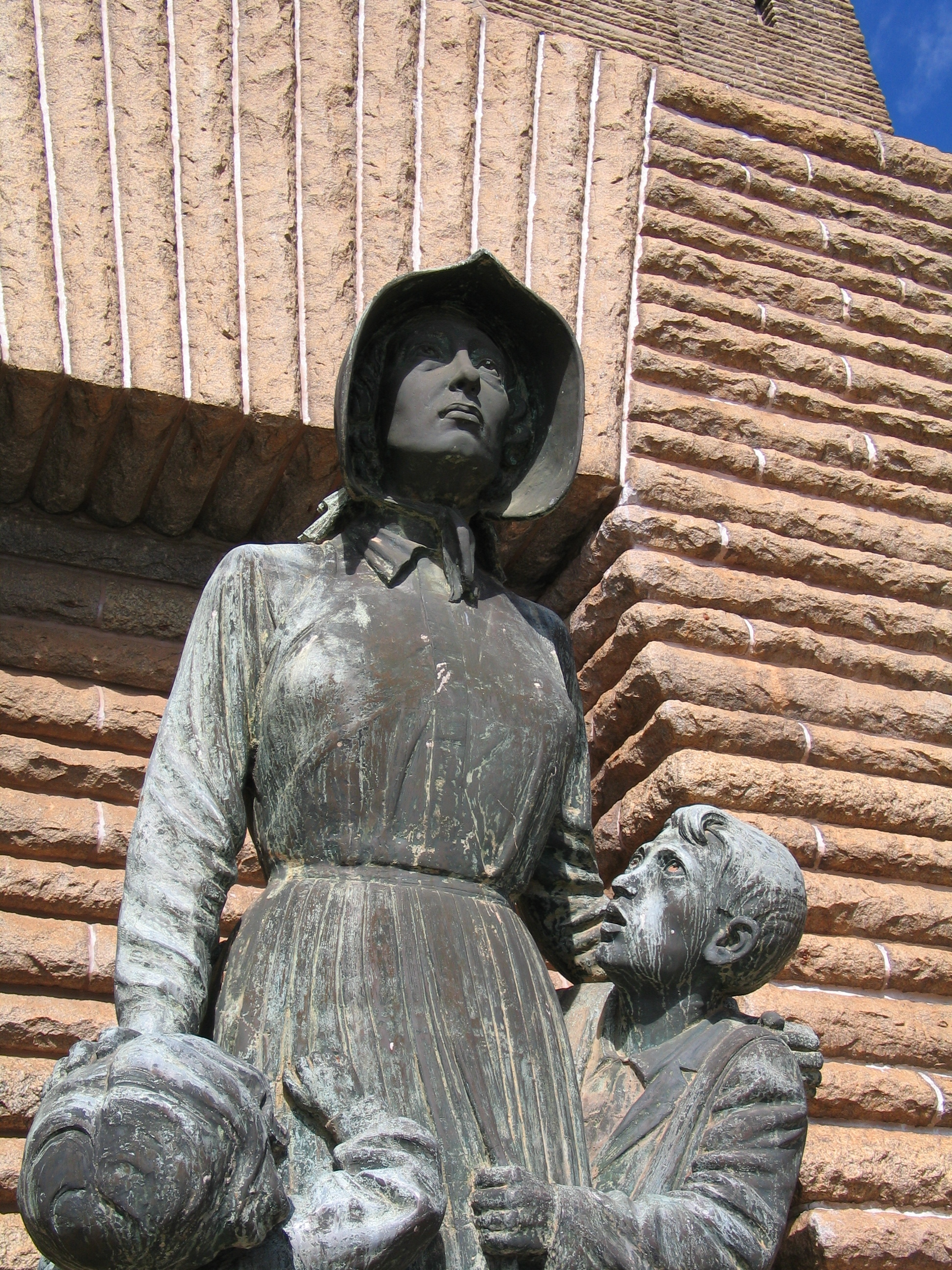
Detail

Die 25 × 25 Meter große Heldenhalle ist über Außentreppen zu erreichen, sie wird von einer hohen Kuppel bekrönt. In der Halle wird auf einem umlaufenden Fries aus Marmorreliefs die Geschichte des Großen Trecks gezeigt. Der Boden ist mit geometrisch zugeschnittenen Marmorplatten belegt, die von einer kreisrunden Öffnung im Zentrum der Halle strahlenförmig ausgehen. Diese Öffnung gibt den Blick auf die darunterliegende 34,5 × 34,5 Meter große Kenotaphhalle mit einem symbolischen Sarkophag frei. Am alljährlichen Jahrestag der Schlacht am Blood River scheint um Punkt 12 Uhr mittags die Sonne durch eine Öffnung des Doms der Heldenhalle auf die Aufschrift des Sarkophags: „Ons vir jou Suid-Afrika“ (afrikaans; deutsch „Wir für Dich, Südafrika“).
Umgeben ist das Denkmal von einer Mauer, auf der 64 Ochsenkarren abgebildet sind. Diese symbolisieren eine Wagenburg, die die Voortrekker mit ihren Wagen zur Verteidigung errichteten.

## Sonstiges
Auf dem Gelände des Voortrekker-Monuments (über die gemeinsame Einfahrt zugänglich) liegt das Fort Schanskop – eines der drei erhaltenen Forts der Stadt Pretoria. Heute befindet sich hier ein Museum. Im Freigelände gibt es auch eine Gedenkstätte für Soldaten der SADF.